# Voleibol als Jocs Olímpics d'estiu de 2004 - Categoria femenina
Als Jocs Olímpics d'Estiu de 2004 celebrats a la ciutat d'Atenes (Grècia) es disputà una competició en categoria femenina, que juntament amb la competició en categoria masculina formà part del progrma de voleibol als Jocs Olímpics d'estiu de 2004.
La competició se celebrà entre els dies 15 i 28 d'agost de 2004 a l'Estadi de la Pau i l'Amistat.

## Comitès participants
Hi participaren un total de 140 jugadores de 12 comitès nacionals diferents:
| - Alemanya - Brasil - Corea del Sud - Cuba | - Estats Units - Grècia - Itàlia - Japó | - Kenya - República Dominicana - Rússia - R.P. de la Xina |

## Resum de medalles
| Prova              | Or | Argent | Bronze |
| Categoria femenina | R.P. de la Xina Lina Wang · Nina Song · Jing Chen · Yuehong Zhang · Ruirui Zhao · Suhong Zhou · Shan Li · Yanan Liu · Yang Hao · Kun Feng · Ping Zhang · Na Zhang | Rússia Alexandra Korukovets · Olga Nikolaeva · Elena Tyurina · Olga Chukanova · Elizaveta Tishchenko · Evgenya Artamonova · Marina Sheshenina · Elena Plotnikova · Natalya Safronova · Lioubov Chachkova · Irina Tebenikhina · Ekaterina Gamova | Cuba Zoila Barros · Rosir Calderón · Nancy Carrillo · Ana Fernández · Maybelis Martínez · Liana Mesa · Aniara Muñoz · Yahima Ortiz · Daymi Ramírez · Yumilka Ruíz · Marta Sánchez · Dulce Téllez |

## Medaller
| Posició | País            | Or | Argent | Bronze | Total |
| 1       | R.P. de la Xina | 1  | 0      | 0      | 1     |
| 2       | Rússia          | 0  | 1      | 0      | 1     |
| 3       | Cuba            | 0  | 0      | 1      | 1     |

## Resultats

### Primera ronda
Grup A
|    | Equip         | Punts | Jugats | Guanyats | Perduts | PG | PP | Ratio | SG  | SP  | Ratio |
| -- | ------------- | ----- | ------ | -------- | ------- | -- | -- | ----- | --- | --- | ----- |
| 1. | Brasil        | 10    | 5      | 5        | 0       | 15 | 2  | 7.500 | 410 | 326 | 1.258 |
| 2. | Itàlia        | 9     | 5      | 4        | 1       | 14 | 3  | 4.667 | 392 | 305 | 1.285 |
| 3. | Corea del Sud | 8     | 5      | 3        | 2       | 9  | 7  | 1.286 | 355 | 352 | 1.009 |
| 4. | Japó          | 7     | 5      | 2        | 3       | 6  | 10 | 0.600 | 346 | 343 | 1.009 |
| 5. | Grècia        | 6     | 5      | 1        | 4       | 5  | 12 | 0.417 | 349 | 383 | 0.911 |
| 6. | Kenya         | 5     | 5      | 0        | 5       | 0  | 15 | 0.000 | 236 | 379 | 0.623 |

14 d'agost de 2004
| Japó          | 0–3 | Brasil | 21-25, 22-25, 21-25 |
| Grècia        | 3–0 | Kenya  | 25-7, 25-22, 25-14  |
| Corea del Sud | 0–3 | Itàlia | 17-25, 13-25, 19-25 |

16 d'agost de 2004
| Kenya  | 0–3 | Brasil        | 16-25, 27-29, 12-25        |
| Itàlia | 3–0 | Japó          | 25-16, 25-13, 25-17        |
| Grècia | 1–3 | Corea del Sud | 25-20, 19-25, 15-25, 22-25 |

18 d'agost de 2004
| Corea del Sud | 3–0 | Kenya  | 25-16, 25-20, 25-19               |
| Japó          | 3–1 | Grècia | 25-10, 20-25, 25-21, 25-22        |
| Brasil        | 3–2 | Itàlia | 19-25, 25-13, 22-25, 25-16, 15-13 |

20 d'agost de 2004
| Corea del Sud | 3–0 | Japó   | 25-21, 26-24, 25-21 |
| Grècia        | 0–3 | Brasil | 22-25, 22-25, 11-25 |
| Kenya         | 0–3 | Itàlia | 17-25, 13-25, 14-25 |

22 d'agost de 2004
| Japó   | 3–0 | Kenya         | 25-8, 25-17, 25-14  |
| Itàlia | 3–0 | Grècia        | 25-19, 25-19, 25-22 |
| Brasil | 3–0 | Corea del Sud | 25-19, 25-18, 25-23 |

Grup B
|    | Equip                | Punts | Jugats | Guanyats | Perduts | PG | PP | Ratio | SG  | SP  | Ratio |
| -- | -------------------- | ----- | ------ | -------- | ------- | -- | -- | ----- | --- | --- | ----- |
| 1. | R.P. de la Xina      | 9     | 5      | 4        | 1       | 14 | 4  | 3.500 | 429 | 346 | 1.240 |
| 2. | Rússia               | 8     | 5      | 3        | 2       | 11 | 8  | 1.375 | 426 | 388 | 1.098 |
| 3. | Cuba                 | 8     | 5      | 3        | 2       | 11 | 10 | 1.100 | 443 | 460 | 0.963 |
| 3. | Estats Units         | 7     | 5      | 2        | 3       | 11 | 10 | 1.100 | 472 | 467 | 1.011 |
| 5. | Alemanya             | 7     | 5      | 2        | 3       | 7  | 11 | 0.636 | 387 | 414 | 0.935 |
| 6. | República Dominicana | 6     | 5      | 1        | 4       | 3  | 14 | 0.214 | 334 | 416 | 0.803 |

14 d'agost de 2004
| Cuba                 | 2–3 | Alemanya     | 25-20, 26-24, 22-25, 15-25, 15-17 |
| República Dominicana | 0–3 | Rússia       | 17-25, 13-25, 16-25               |
| R.P. de la Xina      | 3–1 | Estats Units | 25-21, 23-25, 25-22, 25-18        |

16 d'agost de 2004
| R.P. de la Xina | 3–0 | República Dominicana | 25-20, 25-16, 25-16               |
| Estats Units    | 3–1 | Alemanya             | 25-22, 25-22, 22-25, 27-25        |
| Rússia          | 2–3 | Cuba                 | 24-26, 25-19, 27-25, 19-25, 13-15 |

18 d'agost de 2004
| República Dominicana | 3–2 | Estats Units    | 26-24, 22-25, 27-25, 23-25, 19-17 |
| Cuba                 | 3–2 | R.P. de la Xina | 25-19, 22-25, 15-25, 25-21, 15-13 |
| Alemanya             | 0–3 | Rússia          | 29-31, 11-25, 18-25               |

20 d'agost de 2004
| R.P. de la Xina      | 3–0 | Alemanya | 25-18, 25-15, 25-16               |
| República Dominicana | 0–3 | Cuba     | 23-25, 17-25, 23-25               |
| Estats Units         | 2–3 | Rússia   | 25-20, 17-25, 25-20, 18-25, 11-15 |

22 d'agost de 2004
| Alemanya | 3–0 | República Dominicana | 25-16, 25-19, 25-21 |
| Rússia   | 0–3 | R.P. de la Xina      | 15-25, 16-25, 26-28 |
| Cuba     | 0–3 | Estats Units         | 22-25, 12-25, 19-25 |

### Quadre final
|  | Quarts de final | Quarts de final |            |      | Semifinals | Semifinals |  |  | Final      | Final |
|  |                 |                 |            |      |            |            |  |  |            |       |
|  | 24 d'agost      |                 |            |      |            |            |  |  |            |       |
|  |                 |                 |            |      |            |            |  |  |            |       |
|  | Brasil          | 3               |            |      |            |            |  |  |            |       |
|  | Brasil          | 3               | 26 d'agost |      |            |            |  |  |            |       |
|  | Estats Units    | 2               |            |      |            |            |  |  |            |       |
|  | Estats Units    | 2               | Brasil     | 2    |            |            |  |  |            |       |
|  | 24 d'agost      |                 | Brasil     | 2    |            |            |  |  |            |       |
|  |                 | Rússia          | 3          |      |            |            |  |  |            |       |
|  | Corea del Sud   | Rússia          | 3          | 0    |            |            |  |  |            |       |
|  | Corea del Sud   |                 | 28 d'agost | 0    |            |            |  |  |            |       |
|  | Rússia          | 3               |            |      |            |            |  |  |            |       |
|  | Rússia          | 3               | Rússia     | 2    |            |            |  |  |            |       |
|  | 24 d'agost      |                 | Rússia     | 2    |            |            |  |  |            |       |
|  |                 | R.P. de la Xina | 3          |      |            |            |  |  |            |       |
|  | Itàlia          | R.P. de la Xina | 3          | 2    |            |            |  |  |            |       |
|  | Itàlia          | 26 d'agost      |            | 2    |            |            |  |  |            |       |
|  | Cuba            | 3               |            |      |            |            |  |  |            |       |
|  | Cuba            | 3               | Cuba       | 2    | Consolació | Consolació |  |  |            |       |
|  | 24 d'agost      |                 | Cuba       | 2    | Consolació | Consolació |  |  |            |       |
|  |                 | R.P. de la Xina | 3          |      |            |            |  |  |            |       |
|  | Japó            | R.P. de la Xina | 3          | 0    | Brasil     | 1          |  |  |            |       |
|  | Japó            |                 |            | 0    | Brasil     | 1          |  |  |            |       |
|  | R.P. de la Xina | 3               |            | Cuba | 3          |            |  |  |            |       |
|  | R.P. de la Xina | 3               |            |      | 3          |            |  |  |            |       |
|  |                 |                 |            |      |            |            |  |  | 28 d'agost |       |
|  |                 |                 |            |      |            |            |  |  |            |       |

#### Quarts de final
24 d'agost de 2004
| Brasil        | 3–2 | Estats Units    | 25-22, 25-20, 22-25, 25-27, 15-6  |
| Corea del Sud | 0–3 | Rússia          | 17-25, 15-25, 22-25               |
| Itàlia        | 2–3 | Cuba            | 23-25, 25-14, 25-22, 14-25, 12-15 |
| Japó          | 0–3 | R.P. de la Xina | 20-25, 22-25, 20-25               |

#### Semifinals
26 d'agost de 2004
| Brasil | 2–3 | Rússia          | 25-18, 25-21, 22-25, 26-28, 14-16 |
| Cuba   | 2–3 | R.P. de la Xina | 22-25, 20-25, 25-17, 25-23, 10-15 |

#### Consolació
28 d'agost de 2004
| Brasil | 1–3 | Cuba | 22-25, 22-25, 25-14, 17-25 |

#### Final
28 d'agost de 2004
| Rússia | 2–3 | R.P. de la Xina | 30-28, 27-25, 20-25, 23-25, 12-15 |